# بليكسة رباعية الأضلاع
بليكسة رباعية الأضلاع (الاسم العلمي:Blyxa quadricostata) هي نوع من النباتات يتبع جنس البليكسة من الفصيلة الحب المائية.